# Boiga tanahjampeana
Espèce
Boiga tanahjampeana  est une espèce de serpents de la famille des Colubridae.

## Répartition
Cette espèce est endémique d’Indonésie. Elle se rencontre sur l'île de Tanahjampea dans la province de Sulawesi du Sud.

## Description
Boiga tanahjampeana est un serpent trapu d'une longueur moyenne de 126 cm dont 35,3 cm pour la queue chez les mâles et de 144 cm dont 38 cm pour la queue chez les femelles. Son dos et sa tête sont gris sans aucun motif. Son ventre est blanc et séparé de la face dorsale par une ligne gris foncé.

## Étymologie
Son nom d'espèce fait référence au lieu de sa découverte.

## Publication originale
- Orlov & Ryabov, 2002 : A new species of the genus Boiga (Serpentes, Colubridae, Colubrinae) from Tanahjampea Island and description of "black form" of Boiga cynodon Complex from Sumatra (Indonesia). Russian Journal of Herpetology, vol. 9, n. 1, p. 33-56